# 吳偲佑
吳偲佑（1982年5月24日—2024年2月23日），為一名台灣前棒球選手，曾效力於中華職棒La new熊，2007年到2008年效力於日本職棒千葉羅德海洋，守備位置為投手。

## 生平
吳偲佑來自屏東縣，從小接受棒球訓練，就讀僑德國小、鶴聲國中、美和中學。
2003年加入La new熊。
2008年5月5日面對歐力士野牛的比賽中，展現出他過去在中華職棒單季17勝的身手，主投6.1局僅失1分，但是接手的後援投手搞砸了這場比賽，終場以3比6落敗，導致吳偲佑無緣在一軍首度先發就拿下勝投，最後無關勝敗。2009年，返回台灣，回鍋中華職棒老東家La new熊。
2010年2月24日，向板橋地檢署坦承打假球，遭La New熊開除。
吳偲佑曾與藝人蘇心甯結婚。離婚後，蘇心甯獨自撫養女兒。

## 職棒生涯成績

### 中華職棒
| 年度   | 球隊     | 出賽 | 勝投 | 敗投 | 中繼 | 救援 | 完投 | 完封 | 四死 | 三振 | 責失 | 投球局數 | 防禦率 |
| ------ | -------- | ---- | ---- | ---- | ---- | ---- | ---- | ---- | ---- | ---- | ---- | -------- | ------ |
| 2004年 | La New熊 | 17   | 5    | 4    | 0    | 1    | 1    | 1    | 35   | 80   | 23   | 73.0     | 2.84   |
| 2005年 | La New熊 | 22   | 7    | 6    | 0    | 0    | 3    | 3    | 35   | 76   | 41   | 104.1    | 3.54   |
| 2006年 | La New熊 | 25   | 17   | 3    | 1    | 0    | 3    | 1    | 39   | 142  | 35   | 139.0    | 2.27   |
| 2009年 | La New熊 | 12   | 4    | 5    | 0    | 0    | 0    | 0    | 22   | 35   | 34   | 57.2     | 5.31   |
| 合計   | 4年      | 76   | 33   | 18   | 1    | 1    | 7    | 5    | 131  | 333  | 133  | 374.0    | 3.20   |

### 日本職棒
| 年度   | 所屬球隊       | 出賽           | 局數           | 勝投           | 敗投           | 中繼           | 救援成功       | 完投           | 完封           | 無四死         | 四死           | 奪三振         | 責失           | 勝率           | 防禦率         |
| 2007年 | 千葉羅德海洋隊 | 無 出 賽 記 錄 | 無 出 賽 記 錄 | 無 出 賽 記 錄 | 無 出 賽 記 錄 | 無 出 賽 記 錄 | 無 出 賽 記 錄 | 無 出 賽 記 錄 | 無 出 賽 記 錄 | 無 出 賽 記 錄 | 無 出 賽 記 錄 | 無 出 賽 記 錄 | 無 出 賽 記 錄 | 無 出 賽 記 錄 | 無 出 賽 記 錄 |
| 2008年 | 千葉羅德海洋隊 | 2              | 8.0            | 0              | 0              | 0              | 0              | 0              | 0              | 0              | 5              | 5              | 2              | 0.000          | 2.25           |
| 合計   | 2年            | 2              | 8.0            | 0              | 0              | 0              | 0              | 0              | 0              | 0              | 5              | 5              | 2              | 0.000          | 2.25           |

## 外部連結
- 吳偲佑在台灣棒球維基館上的頁面（繁體中文）
- 吳偲佑在日本職棒官網（英语）
- 吳偲佑在中華職棒官網
- 吳偲佑在Baseball-Reference.com（小聯盟以及海外聯盟）（英语）
- 吳偲佑在The Baseball Cube（英语）

| 前任： 強森 | La new熊開幕戰先發投手 2009年 | 繼任： 雷克斯 |